# 1765 en science
| Années de la science : 1762 - 1763 - 1764 - 1765 - 1766 - 1767 - 1768    |
| Décennies de la science : 1730 - 1740 - 1750 - 1760 - 1770 - 1780 - 1790 |

Cet article présente les faits marquants de l'année 1765 en science.

## Événements

La spinning jenny de James Hargreaves

- 8 février : Nevil Maskelyne est nommé cinquième astronome royal au Royaume-Uni. Le 16 mars il s'installe à l'Observatoire royal de Greenwich, où il vit et travaille pendant près de 46 ans jusqu'à sa mort en janvier 1811[1].
- Mai : l'ingénieur britannique James Watt, lors d'une promenade dominicale à Glasgow Green, découvre le concept du condenseur séparé qui lui permet de perfectionner la machine à vapeur ; il fait breveter sa machine en 1769[2],[3].
- 12 septembre : Diderot annonce par lettre à son ami Damilaville que la rédaction de l'encyclopédie est terminée[4].

- Le mécanicien James Hargreaves (v.1710-1778) met au point une machine à filer, la spinning jenny, mais le fil obtenu est fin et fragile et casse souvent au cours du tissage. En 1768 Richard Arkwright invente la water frame : le fil obtenu est résistant, mais épais et grossier, il ne convient pas pour le tissage de tissus délicats[5].

## Publications
- Condorcet : Essai sur le calcul intégral.
- Lazzaro Spallanzani Saggio di osservazioni microscopiche concernenti il sistema della generazione de' signori di Needham e Buffon, Modène, Bartolomeo Soliani, 1765. 1765, Il combat la doctrine de la génération spontanée soutenue par Needham et Buffon.

## Naissances

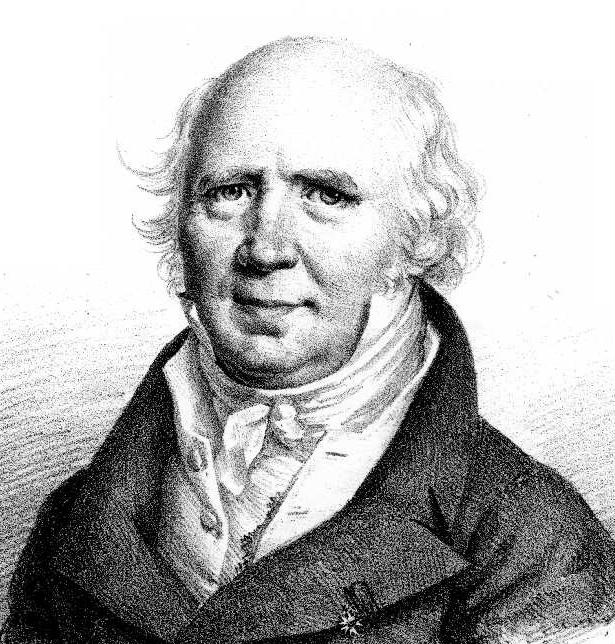
Pierre-Simon Girard

- 1er février : Charles Hatchett (mort en 1847), chimiste britannique.
- 17 février : James Ivory (mort en 1842), mathématicien écossais.
- 7 mars : Nicéphore Niépce (mort en 1833), inventeur français.
- 28 avril : Sylvestre-François Lacroix (mort en 1843), mathématicien français.
- 15 juin : Johann Gottlieb Friedrich von Bohnenberger (mort en 1831), astronome, mathématicien et physicien allemand.
- 22 août : Carl Ludwig Willdenow (mort en 1812), botaniste et pharmacien allemand.
- 11 septembre : Élisabeth Rossel (mort en 1829), astronome et contre-amiral français.
- 22 septembre : Paolo Ruffini (mort en 1822), mathématicien italien.
- 29 septembre : Karl Ludwig Harding (mort en 1834), astronome allemand.
- 4 novembre : Pierre-Simon Girard (mort en 1835), ingénieur et physicien français.
- 11 novembre : Jean-Baptiste Van Mons (mort en 1842), pharmacien, chimiste, botaniste et agronome belge.
- 14 novembre : 
  - Robert Fulton (mort en 1815), ingénieur américain.
  - François-René Curaudau (mort en 1813), pharmacien et chimiste français[6].
- 8 décembre : Eli Whitney (mort en 1825), inventeur américain.
- 20 décembre : François-Joseph Quesnot (mort en 1805), mathématicien français[7].
- 22 décembre : Johann Friedrich Pfaff (mort en 1825), mathématicien allemand.

## Décès

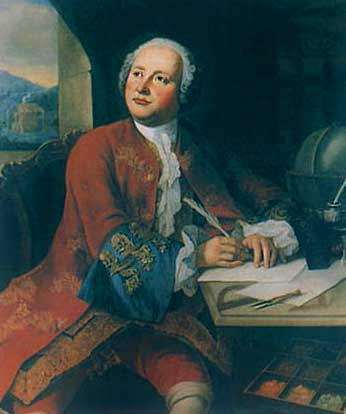
Mikhail Lomonosov

- 3 mars : William Stukeley (né en 1687), antiquaire anglais, pionnier de la recherche archéologique sur les sites mégalithiques de Stonehenge et Avebury.
- 18 mars : Jens Kraft (né en 1720), philosophe et mathématicien danois.
- 20 mars : Simon-Philibert de La Salle de l'Etang (né vers 1700), agronome français.
- 15 avril : Mikhail Lomonosov (né en 1711), scientifique russe.
- 17 mai : Alexis Claude Clairaut (né en 1713), mathématicien français.
- 19 août : Axel Frederik Cronstedt (né en 1722), chimiste et  minéralogiste suédois.
- 5 septembre : Anne Claude de Caylus (né en 1692), archéologue, antiquaire, homme de lettres et graveur français.
- 25 septembre : Richard Pococke (né en 1704), anthropologue et explorateur anglais.
- 26 octobre : Samuel Klingenstierna (né en 1698), mathématicien suédois.
- 27 novembre : Edouard Corsini (né en 1702), religieux, mathématicien et philosophe italien.
- 25 décembre : Procopius Divisch (né en 1698),  théologien tchèque, développeur du paratonnerre.